# Learning to Live
«Learning to Live» es la octava pista del álbum Images and Words de la banda de metal progresivo Dream Theater. La letra de la canción fue escrita por el bajista John Myung.
Las primeras líneas de la canción, que según Mike Porntoy fue inspirada por la epidemia del sida. son extraídas directamente del libro La rebelión de Atlas del autor Ayn Rand. La primera frase dice: "There was no time for pain, no energy for anger. Sightlessness of hatred slips away" (No había tiempo para el dolor ni energía para enojarse. Lentamente la vida se les escurre). La siguiente frase de la canción dice: "Walking through winter streets along, he stops and takes a breath, with confidence and self-control" (Caminando a través de las calles en invierno, se detiene y toma aliento, con confianza y autocontrol), similar a lo que sale en el libro. Dream Theater es conocido por usar sonidos de películas en las canciones para dar a conocer mejor su punto de vista. Sin embargo, el adherir las frases del libro a la letra de la canción, no dio ninguna referencia a Rand o el libro. La canción por sí misma no parece tener otros paralelos o coincidentes con el libro y no se sabe la importancia de los pasajes del libro en la letra.
Como muchas canciones de metal progresivo, Learning to Live tiene una estructura musical un tanto inusual. En el minuto 4:45, el vocalista James LaBrie deja de cantar permitiendo que la instrumentación continúe. Aproximadamente en el minuto 7 empieza a cantar sin decir palabras, tratando de llegar a una nota muy alta que coincide con el clímax de la canción. Luego viene un solo de guitarra de John Petrucci y la instrumentación continúa hasta el minuto 9:35 cuando LaBrie se une a la conclusión de la canción. En el minuto 8:10 el riff principal de la canción Wait for Sleep (la canción anterior en el álbum) puede ser escuchada y esto nuevamente ocurre en el minuto 8:53.

## Versiones
- En el CD Once in a LIVEtime aparece una versión.
- En el DVD 5 Years in a LIVEtime se oye una parte de la canción, fusionada con otra parte de la canción A Change of Seasons
- En el CD Live Scenes From New York aparece otra versión.
- En el DVD Metropolis 2000: Scenes from New York también es tocada.
- En el bootleg oficial Los Angeles, California 5/18/98 existe una versión.
- En otro bootleg oficial, Tokyo, Japan 10/28/95 aparece la canción.
- En Old Bridge, New Jersey 12/14/96, bootleg oficial, aparece nuevamente la canción.
- Por último, en el bootleg oficial New York City 3/4/93 aparece otra vez.